# 平和台陸上競技場
平和台陸上競技場（へいわだいりくじょうきょうぎじょう）は、福岡県福岡市中央区の舞鶴公園にある陸上競技場。球技場としても使用される。施設は福岡市が所有し、公益財団法人福岡市緑のまちづくり協会が指定管理者として運営管理を行っている。なお、福岡市の条例に基づく名称は「舞鶴公園陸上競技場」である。

## 概要
1948年（昭和23年）に開催された第3回国民体育大会の会場として、舞鶴公園の敷地内に「平和台総合運動場」が設けられた。陸上競技場はそのメイン会場として陸上競技と開会式・閉会式を開いた。
翌1949年（昭和24年）5月21日には福岡市に昭和天皇の戦後巡幸があり、競技場が福岡市奉迎場として利用された。その後、1990年に開設された東平尾公園博多の森陸上競技場ができるまでの間、福岡県の主力陸上競技スタジアムとして使用されてきた。
福岡国際マラソンのスタート・ゴール地点として使用されたほか、地域大会クラスの陸上競技、サッカー、ラグビーの大会に使用されている。また、福岡ブルックス（現：アビスパ福岡）が1995年のJFL公式戦3試合で使用した。これはホームスタジアムとなる東平尾公園博多の森球技場が7月竣工であり、開幕に間に合わなかったための処置であった。
- 1995年5月7日　ブルックス 4-1 福島FC
- 1995年6月11日　ブルックス 6-0 NTT関東サッカー部
- 1995年7月2日　ブルックス 3-1 ヴィッセル神戸

2021年5月11日に福岡県内で予定されていた2020年東京オリンピック聖火リレーでは福岡市のセレブレーション会場となっていたが、福岡県が翌12日からの緊急事態宣言の発令地域に追加されることが決定したことで、無観客での点火セレモニーの開催に変更された。なお、走行を予定していたランナーは任意での参加となった。

## 施設概要
- 日本陸上競技連盟第3種公認
- トラック：400mトラック×8コース
- 収容人員：25,000人（メインスタンド中央部分の座席を除き全て芝生席）
- 照明設備：無し
- 面積：19,619m2